# Saundersiops pachecoi
Saundersiops pachecoi är en tvåvingeart som beskrevs av Charles Howard Curran 1947. Saundersiops pachecoi ingår i släktet Saundersiops och familjen parasitflugor.
Artens utbredningsområde är Guatemala. Inga underarter finns listade i Catalogue of Life.